# Trogopyga microcephala
Trogopyga microcephala är en stekelart som beskrevs av Heinrich 1969. Trogopyga microcephala ingår i släktet Trogopyga, och familjen brokparasitsteklar. Inga underarter finns listade.